# Sing (My Chemical Romance)
Sing (stilizzato SING) è un singolo del gruppo musicale My Chemical Romance, il terzo estratto dal loro quarto album in studio Danger Days: The True Lives of the Fabulous Killjoys, pubblicato il 3 novembre 2010 dalla Reprise Records.
Del brano è stata realizzata una seconda versione con una diversa strumentalizzazione, pubblicata con il titolo Sing It for Japan per sostenere la popolazione giapponese in seguito al terremoto del 2011.

## Video musicale
Il video ufficiale realizzato per il brano, diretto da Gerard Way e Paul Brown, è stato presentato in anteprima sul sito ufficiale della band il 17 novembre 2010. È la seconda e ultima parte della storia dei fittizi "Fabulous Killjoys", cominciata con il video di Na Na Na (Na Na Na Na Na Na Na Na Na).
È stato pubblicato anche un secondo video del brano per la versione Sing It for Japan, diretto da Claire Vogel e Ray Toro e pubblicato il 12 aprile 2011.

## Tracce
CD
1. SING (Radio Edit) – 4:07
2. SING (Instrumental) – 4:30

Download digitale
1. SING – 4:30

Deluxe edition su iTunes
1. SING – 4:30
2. SING (Music Video Trailer) – 1:12
3. SING (Music Video) – 4:56
4. Helena (Live) – 4:51
5. The Ghost of You (Live) – 4:57

Sing It for Japan
1. Sing It for Japan – 3:47

## Formazione
My Chemical Romance
- Gerard Way – voce
- Ray Toro – chitarra solista, cori
- Frank Iero – chitarra ritmica, cori
- Mikey Way – basso

Altri musicisti
- Michael Pedicone – batteria
- James Dewees – tastiera, cori

## Classifiche
| Classifica (2014)                | Posizione massima |
| -------------------------------- | ----------------- |
| Australia                        | 43                |
| Canada                           | 57                |
| Portogallo                       | 28                |
| Regno Unito                      | 50                |
| Regno Unito (rock & metal)       | 4                 |
| Stati Uniti                      | 58                |
| Stati Uniti (alternative)        | 2                 |
| Stati Uniti (rock)               | 4                 |
| Stati Uniti (pop)                | 24                |
| Stati Uniti (adult pop)          | 10                |
| Stati Uniti (adult contemporary) | 40                |
| Stati Uniti (digital)            | 54                |
| Stati Uniti (rock digital)       | 5                 |
| Stati Uniti (radio)              | 67                |